# Herbert H. Bateman

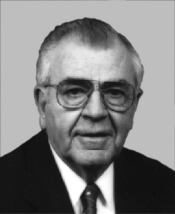
Herbert H. Bateman

Herbert Harvell „Herb“ Bateman (* 7. August 1928 im Perquimans County, North Carolina; † 11. September 2000 in Leesburg, Virginia) war ein US-amerikanischer Politiker. Zwischen 1983 und 2000 vertrat er den Bundesstaat Virginia im US-Repräsentantenhaus.

## Werdegang
Herbert Bateman besuchte die öffentlichen Schulen in Virginia. Im Jahr 1945 absolvierte er die  Newport News High School. Danach studierte er bis 1949 am College of William & Mary in Williamsburg. Zwischen 1951 und 1953 diente er zur Zeit des Koreakrieges in der Air Force. Nach einem anschließenden Jurastudium an der Georgetown University in Washington, D.C. und seiner 1956 erfolgten Zulassung als Rechtsanwalt begann er als Partner in einer Gemeinschaftskanzlei in diesem Beruf zu arbeiten. Zwischenzeitlich war er auch als Lehrer tätig. In den Jahren 1956 und 1957 fungierte Bateman auch als Law Clerk beim Bundesberufungsgericht im District of Columbia. Gleichzeitig schlug er als Mitglied der Republikanischen Partei eine politische Laufbahn ein. Zwischen 1968 und 1983 gehörte er dem Senat von Virginia an. Von 1976 bis 1982 war er Delegierter zu den regionalen republikanischen Parteitagen dieses Staates.
Bei den Kongresswahlen des Jahres 1982 wurde Bateman im ersten Wahlbezirk von Virginia in das US-Repräsentantenhaus in Washington gewählt, wo er am 3. Januar 1983 die Nachfolge von Paul S. Trible antrat. Nach acht Wiederwahlen konnte er bis zu seinem Tod im September 2000 im Kongress verbleiben. Dort war er zeitweise Mitglied im Streitkräfteausschuss sowie im Ausschuss für Verkehr und Infrastruktur. Er setzte sich einerseits dafür ein, die Ausgaben der Bundesregierung zu senken, und andererseits dafür, die Rüstungsausgaben zu erhöhen. Damit wollte er seinen Wahlbezirk um Newport News fördern, da man dort vom Militär und dessen Zulieferindustrien lebte.
In den 1990er Jahren verschlechterte sich Batemans Gesundheitszustand immer mehr. Er litt an Lungen- und Prostatakrebs und erlitt einen Herzanfall. Daher entschloss er sich, im Jahr 2000 nicht mehr zu kandidieren. Er starb aber noch vor Ablauf seiner letzten Legislaturperiode am 11. September 2000. Mit seiner Frau Laura hatte er einen Sohn und eine Tochter.